# 徐起超
徐起超（1922年或1926年—2007年1月21日），浙江杭州人，中国政治人物，中国国民党革命委员会成員。
徐起超早年毕业于美国加州大学伯克利分校机械工程学硕士，并担任助教。中华人民共和国成立后，回国担任天津北洋大学机械系任副教授，后又到天津新安电机厂担任工程师。文化大革命期间遭受迫害。1983年5月，在浙江省人大六届一次代表大会上，其当选为浙江省副省长。1983年，加入中国国民党革命委员会，历任民革中央第六、七、八届副主席，第九、十届名誉副主席。其在副省长任期内，负责多起浙江省工程建设，包括杭州香格里拉饭店、浙江航空公司等。1988年，被选为为第七届全国人大常务委员会委员。离职后迁居香港。2007年去世。